# Elecciones parlamentarias de Chile de 2013
Las elecciones parlamentarias de Chile de 2013 se llevaron a cabo el 17 de noviembre de 2013, en conjunto con la elección presidencial y las primeras elecciones directas de consejeros regionales. En esta ocasión se eligió la totalidad de los 120 diputados correspondientes a los 60 distritos que componen el país, y 20 senadores correspondientes a las circunscripciones de las regiones de Antofagasta, Coquimbo, O'Higgins, Biobío, Los Ríos, Los Lagos, Magallanes y Metropolitana de Santiago.
La centroizquierda, agrupada en la Nueva Mayoría, consiguió 10 doblajes en diputados y 2 en senadores, sin embargo falló en alcanzar los quórums de cuatro séptimos (69 diputados y 22 senadores) y de tres quintos (72 diputados y 23 senadores) que necesita para llevar a cabo parte de su programa de reformas, no obstante podría lograrlos si suma a los parlamentarios independientes, de los cuales varios han manifestado su disponibilidad para apoyar las reformas.
La Alianza fue la gran derrotada: obtuvo sus peores resultados en años, perdiendo 500 000 votos y 9 diputados, siendo particularmente golpeada la Unión Demócrata Independiente que retrocedió 8 escaños.

## Regulación jurídica
Según la constitución chilena, pueden ejercer el derecho al sufragio los ciudadanos, o sea, quienes han cumplido 18 años de edad y no han sido condenados a una pena aflictiva (superior a 3 años de presidio). Dicha norma indica que «en las votaciones populares el sufragio será personal, igualitario, secreto y voluntario». Desde enero de 2012, la inscripción en el Registro electoral es automática (Ley 20.568). El derecho a votar queda suspendido por interdicción en caso de demencia, por hallarse acusado por delito que merezca pena aflictiva o por terrorismo y por sanción del Tribunal Constitucional (en conformidad al artículo 19 número 15 inciso 7.º de la Constitución).

## Primarias parlamentarias
Controversia causó la decisión de la mayoría de los partidos políticos al no inscribirse candidaturas parlamentarias a elecciones primarias, a diferencia de lo que ocurre en las elecciones presidenciales, donde los dos conglomerados más grandes de Chile, la Concertación y la Alianza, tendrán elecciones primarias para escoger a sus abanderados presidenciales.
Renovación Nacional fue la única colectividad que decidió ejecutar las recién creadas "primarias legales", como la Ley determina y con observancia del Servel y del Tricel. En la Unión Demócrata Independiente, y a pesar de que habían precandidatos dispuestos a enfrentarse en primarias para dirimir el cupo más controversial, Santiago Oriente, Iván Moreira y Ena von Baer, su directiva, encabezada por el diputado Patricio Melero, determinó la no realización de dichas primarias.
En la oposición, la fecha límite del 2 de mayo para inscribir candidaturas primarias se venció sin poder llegar a un acuerdo político entre los cuatro partidos que componen la Concertación (que a su vez forman parte de Nueva Mayoría), a pesar de que el llamado de la candidata presidencial PS-PPD-MAS-PCCh-IC, Michelle Bachelet, fue a que participaran de primarias legales para fomentar la participación ciudadana. Finalmente, el Partido Socialista determinó realizar elecciones primarias fuera del modelo legal, lo cual generó molestias al interior de la colectividad provocando la bajada de la carrera senatorial de Camilo Escalona por la circunscripción de Los Lagos.

## Pactos electorales y partidos políticos
La oficialista Alianza se presentó agrupada por los partidos Unión Demócrata Independiente y Renovación Nacional, así como también incluirán para esta elección a Evolución Política, más conocido como "Evópoli", un movimiento de centro-derecha liderado por el ex Ministro de Desarrollo Social, Felipe Kast, que apoya la candidatura de la candidata presidencial de la Alianza, Evelyn Matthei, alcanzando finalmente un acuerdo con RN para postular algunos candidatos al Parlamento.
Por otro lado, la oposición compuesta por la Concertación y sus cuatro partidos, el Partido Demócrata Cristiano, el Partido Socialista, el Partido por la Democracia y el Partido Radical Socialdemócrata, más el Movimiento Amplio Social de Alejandro Navarro, la Izquierda Ciudadana y el Partido Comunista, formaron para esta elección la coalición llamada "Nueva Mayoría", quienes llevarán distintos candidatos, algunos de ellos elegidos de primarias parlamentarias.
Fuera de los dos conglomerados tradicionales, existen otros partidos políticos. El Partido Regionalista de los Independientes (PRI) convocó a las demás colectividades que no se encuentran insertas en estos dos conglomerados a crear un Gran Pacto contra el Sistema Binominal. Finalmente no se concretó ningún tipo de negociación con los partidos Humanista, Progresista, los cuales decidieron formar sus propios pactos parlamentarios. Los únicos acercamientos de estos movimientos hacia uno de los bloques surgieron del candidato presidencial progresista Marco Enríquez-Ominami, quien propuso la inclusión de su partido en el pacto parlamentario de Nueva Mayoría.
Por su parte, el Partido Liberal de Chile, liderado por Vlado Mirosevic confirmó la creación del pacto "Si tú quieres, Chile cambia" con el Partido Progresista de Marco Enríquez-Ominami apoyando a su vez a la candidatura presidencial de este. Otros partidos regionales inscritos legalmente, como el Partido Ecologista Verde y Partido Igualdad, acordaron realizar un pacto electoral (denominado "Nueva Constitución para Chile") para las elecciones parlamentarias y de consejeros regionales. Mientras que los movimientos estudiantiles como Izquierda Autónoma de Gabriel Boric, Francisco Figueroa y Daniela López decidieron competir de manera independiente.
También existen otras colectividades que entregaron o recibieron algún tipo de apoyo de las dos grandes coaliciones. El partido regional Fuerza del Norte decidió respaldar a la candidata de la Nueva Mayoría, Michelle Bachelet, sin unirse al pacto. El movimiento Revolución Democrática, que proclamó la candidatura a diputado del líder estudiantil Giorgio Jackson, recibió el apoyo de la Nueva Mayoría a través de la omisión de sus candidatos en el distrito donde competirá como independiente.
| Pacto y partidos                           | Pacto y partidos                           | Pacto y partidos                           | Candidatos | Candidatos | Candidatos |
| Pacto y partidos                           | Pacto y partidos                           | Pacto y partidos                           | Diputados  | Senadores  |            |
| Nueva Mayoría                              | Nueva Mayoría                              | Nueva Mayoría                              | 118        | 20         |            |
| ------------------------------------------ | ------------------------------------------ | ------------------------------------------ | ---------- | ---------- | ---------- |
|                                            | Partido Demócrata Cristiano                | PDC                                        | 38         | 7          |            |
|                                            | Partido por la Democracia                  | PPD                                        | 25         | 3          |            |
|                                            | Partido Socialista                         | PS                                         | 24         | 6          |            |
|                                            | Partido Radical Socialdemócrata            | PRSD                                       | 12         | -          |            |
|                                            | Partido Comunista                          | PCCh                                       | 8          | 1          |            |
|                                            | Movimiento Amplio Social                   | MAS                                        | 1          | 1          |            |
|                                            | Independientes Lista C                     | Ind. (ILC)                                 | 10         | 2          |            |
| Partido Regionalista de los Independientes | Partido Regionalista de los Independientes | Partido Regionalista de los Independientes | 26         | -          |            |
|                                            | Partido Regionalista de los Independientes | PRI                                        | 26         | -          |            |
| Partido Humanista                          | Partido Humanista                          | Partido Humanista                          | 67         | 9          |            |
|                                            | Partido Humanista                          | PH                                         | 67         | 9          |            |
| Nueva Constitución para Chile              | Nueva Constitución para Chile              | Nueva Constitución para Chile              | 49         | 9          |            |
|                                            | Partido Ecologista Verde                   | ECOV                                       | 5          | 1          |            |
|                                            | Partido Igualdad                           | IGUAL                                      | 20         | 3          |            |
|                                            | Independientes Lista H                     | Ind. (ILH)                                 | 23         | 5          |            |
| Si tú quieres, Chile cambia                | Si tú quieres, Chile cambia                | Si tú quieres, Chile cambia                | 74         | 4          |            |
|                                            | Partido Liberal                            | PL                                         | 2          | -          |            |
|                                            | Partido Progresista                        | PRO                                        | 49         | -          |            |
|                                            | Independientes Lista I                     | Ind. (ILI)                                 | 23         | 4          |            |
| Alianza                                    | Alianza                                    | Alianza                                    | 120        | 19         |            |
|                                            | Renovación Nacional                        | RN                                         | 51         | 7          |            |
|                                            | Unión Demócrata Independiente              | UDI                                        | 56         | 8          |            |
|                                            | Independientes Lista J                     | Ind. (ILJ)                                 | 13         | 4          |            |
| Independientes fuera de pacto              | Independientes fuera de pacto              | Independientes fuera de pacto              | 17         | 6          |            |
| Total de candidatos                        | Total de candidatos                        | Total de candidatos                        | 470        | 67         |            |

## Eslóganes
- PDC: Vota de verdad, Democracia Cristiana, Somos la Mayoría, Estamos con Michelle
- PRSD: Nueva Mayoría. Un parlamento para Michelle Bachelet, Su voto es decisivo para un cambio Radical
- PS: ¡Todos contigo!
- PPD: Por un parlamento para Michelle
- PCCh: Vota confiado, ¡vota comunista!
- MAS: Somos MAS
- PRI: Si eres regionalista, vota PRI
- PH: Vota lista F, por una auténtica democracia
- IGUAL: Que el pueblo mande
- ECOV: ¡Súmate! Ecologistas lista H
- PL: Vota libre, vota Liberal
- PRO: Si tú quieres, Chile cambia. Vota Lista I
- RN: Comprometidos con Chile
- UDI: Vamos por la Gran Final

## Campaña
La franja electoral fue emitida por las canales de televisión desde el 18 de octubre al 11 de noviembre, y los tiempos destinados a cada partido o candidatura fueron acordados por el Consejo Nacional de Televisión el 24 de septiembre de 2013, quedando distribuidos de la siguiente forma:
| Lista / partido                            | Tiempo |
| ------------------------------------------ | ------ |
| Alianza                                    | 7:04   |
| Renovación Nacional                        | 3:05   |
| Unión Demócrata Independiente              | 3:59   |
| Nueva Mayoría                              | 8:17   |
| Partido Demócrata Cristiano                | 2:27   |
| Partido por la Democracia                  | 2:11   |
| Partido Radical Socialdemócrata            | 0:39   |
| Partido Socialista                         | 1:42   |
| Partido Comunista                          | 0:39   |
| Movimiento Amplio Social                   | 0:39   |
| Si tú quieres, Chile cambia                | 1:18   |
| Partido Liberal                            | 0:39   |
| Partido Progresista                        | 0:39   |
| Nueva Constitución para Chile              | 1:18   |
| Partido Ecologista Verde                   | 0:39   |
| Partido Igualdad                           | 0:39   |
| Partido Humanista                          | 0:39   |
| Partido Regionalista de los Independientes | 0:39   |
| Candidatos independientes                  | 0:39   |

Dado que se presentaron nueve candidaturas independientes, el tiempo se repartió de forma equitativa entre ellas, correspondiéndola a cada una 4 segundos.

## Elección de laCámara de Diputados

### Resultados
Según el orden en la papeleta electoral:
| Pacto o partido                                      | Pacto o partido                            | Sigla                       | Votos     | %?      | Dip.?   | %?      | ± %?        | ± D.?       |
| ---------------------------------------------------- | ------------------------------------------ | --------------------------- | --------- | ------- | ------- | ------- | ----------- | ----------- |
| C                                                    | Nueva Mayoría                              |                             | 2 967 896 | 47,71 % | 67      | 55,83 % | 3,35 %      | +10         |
|                                                      | Partido Demócrata Cristiano                | PDC                         | 967 003   | 15,55 % | 21      | 17,50 % | 1,31 %      | +2          |
| Partido Socialista de Chile                          | PS                                         | 691 713                     | 11,12 %   | 15      | 12,50 % | 1,10 %  | +4          |             |
| Partido por la Democracia                            | PPD                                        | 685 804                     | 11,03 %   | 15      | 12,50 % | −1,62 % | −3          |             |
| Partido Comunista de Chile                           | PCCh                                       | 255 914                     | 4,11 %    | 6       | 5,00 %  | 2,09 %  | +3          |             |
| Partido Radical Socialdemócrata                      | PRSD                                       | 225 955                     | 3,63 %    | 6       | 5,00 %  | -0,15 % | +1          |             |
| Izquierda Ciudadana                                  | IC                                         | 39 281                      | 0,63 %    | 1       | 0,83 %  |         | Sin cambios |             |
| Movimiento Amplio Social                             | MAS                                        | 6387                        | 0,10 %    | 0       | 0,00 %  | −0,29 % | Sin cambios |             |
| Independientes Lista C                               | ILC                                        | 95 839                      | 1,54 %    | 3       | 2,50 %  | 0,21 %  | +2          |             |
| E                                                    | Partido Regionalista de los Independientes | PRI                         | 72 306    | 1,16 %  | 0       | 0,00 %  | −2,85 %     | −3          |
| F                                                    | Partido Humanista                          | PH                          | 208 879   | 3,36 %  | 0       | 0,00 %  | 1,92 %      | Sin cambios |
| H                                                    | Nueva Constitución para Chile              |                             | 172 903   | 2,78 %  | 0       | 0,00 %  |             |             |
|                                                      | Partido Ecologista Verde                   | ECOV                        | 32 762    | 0,53 %  | 0       | 0,00 %  | 0,48 %      | Sin cambios |
| Partido Igualdad                                     | IGUAL                                      | 67 094                      | 1,08 %    | 0       | 0,00 %  |         |             |             |
| Independientes Lista H                               | ILH                                        | 73 047                      | 1,17 %    | 0       | 0,00 %  |         |             |             |
| I                                                    | Si tú quieres, Chile cambia                |                             | 337 823   | 5,43 %  | 1       | 0,83 %  |             | +1          |
|                                                      | Partido Liberal de Chile                   | PL                          | 16 664    | 0,27 %  | 1       | 0,83 %  | Sin cambios | +1          |
| Partido Progresista                                  | PRO                                        | 235 722                     | 3,79 %    | 0       | 0,00 %  |         |             |             |
| Independientes Lista I                               | ILI                                        | 85 437                      | 1,37 %    | 0       | 0,00 %  |         | Sin cambios |             |
| J                                                    | Alianza                                    |                             | 2 253 781 | 36,23 % | 49      | 40,83 % | −7,21 %     | −9          |
|                                                      | Renovación Nacional                        | RN                          | 928 037   | 14,92 % | 19      | 15,83 % | −2,90 %     | +1          |
| Unión Demócrata Independiente                        | UDI                                        | 1 179 342                   | 18,96 %   | 29      | 24,16 % | −4,08 % | −8          |             |
| Independientes Lista J                               | ILJ                                        | 146 402                     | 2,35 %    | 1       | 0,83 %  | 0,05 %  | −2          |             |
|                                                      | Independientes fuera de pacto              | IND                         | 206 634   | 3,32 %  | 3       | 2,50 %  | 1,11 %      | +1          |
| Total de votos válidos                               | Total de votos válidos                     | Total de votos válidos      | 6 220 222 | 92,86 % |         |         |             |             |
| Votos nulos                                          | Votos nulos                                | Votos nulos                 | 220 868   | 3,30 %  |         |         |             |             |
| Votos en blanco                                      | Votos en blanco                            | Votos en blanco             | 257 434   | 3,84 %  |         |         |             |             |
| Total de sufragios emitidos                          | Total de sufragios emitidos                | Total de sufragios emitidos | 6 698 524 | 100 %   |         |         |             |             |
| Resultados al 100 % de las mesas escrutadas (TRICEL) |                                            |                             |           |         |         |         |             |             |

### Listado de diputados 2014-2018
Doblaje de la Nueva Mayoría.
     Doblaje de la Alianza.
| Dist. | Diputado                            | Partido | Votos  | %       |
| ----- | ----------------------------------- | ------- | ------ | ------- |
| 1[d]  | Luis Rocafull López                 | PS      | 15 064 | 22,42 % |
| 1[d]  | Vlado Mirosevic Verdugo             | PL      | 14 301 | 21,28 % |
| 2[d]  | Hugo Gutiérrez Gálvez               | PCCh    | 23 238 | 28,79 % |
| 2[d]  | Renzo Trisotti Martínez             | UDI     | 20 818 | 25,80 % |
| 3[d]  | Marcos Espinosa Monardes            | PRSD    | 16 877 | 27,87 % |
| 3[d]  | Felipe Ward Edwards                 | UDI     | 14 604 | 24,12 % |
| 4[d]  | Marcela Hernando Pérez              | PRSD    | 27 226 | 25,98 % |
| 4[d]  | Paulina Núñez Urrutia               | RN      | 20 565 | 19,63 % |
| 5[d]  | Lautaro Carmona Soto                | PCCh    | 23 293 | 41,90 % |
| 5[d]  | Daniella Cicardini Milla            | Ind-PS  | 13 382 | 24,07 % |
| 6[d]  | Yasna Provoste Campillay            | PDC     | 16 694 | 43,91 % |
| 6[d]  | Alberto Robles Pantoja              | PRSD    | 5055   | 13,30 % |
| 7[d]  | Raúl Saldívar Auger                 | PS      | 25 764 | 29,91 % |
| 7[d]  | Sergio Gahona Salazar               | UDI     | 20 507 | 23,80 % |
| 8[d]  | Matías Walker Prieto                | PDC     | 38 573 | 38,51 % |
| 8[d]  | Daniel Núñez Arancibia              | PCCh    | 13 394 | 13,37 % |
| 9[d]  | Luis Lemus Aracena                  | PS      | 23 802 | 43,78 % |
| 9[d]  | Jorge Insunza Gregorio de Las Heras | PPD     | 15 474 | 28,46 % |
| 10[d] | Andrea Molina Olvia                 | UDI     | 40 790 | 33,52 % |
| 10[d] | Christián Urízar Muñoz              | PS      | 31 353 | 25,76 % |
| 11[d] | Marco Antonio Núñez Lozano          | PPD     | 48 097 | 48,98 % |
| 11[d] | Gaspar Rivas Sánchez                | RN      | 23 826 | 24,26 % |
| 12[d] | Arturo Squella Ovalle               | UDI     | 32 570 | 27,98 % |
| 12[d] | Marcelo Schilling Rodríguez         | PS      | 29 198 | 25,08 % |
| 13[d] | Aldo Cornejo González               | PDC     | 34 406 | 29,69 % |
| 13[d] | Joaquín Godoy Ibáñez                | RN      | 24 987 | 21,56 % |
| 14[d] | Rodrigo González Torres             | PPD     | 40 303 | 28,04 % |
| 14[d] | Osvaldo Urrutia Soto                | UDI     | 38 005 | 26,44 % |
| 15[d] | Víctor Torres Jeldes                | PDC     | 27 561 | 35,89 % |
| 15[d] | María José Hoffmann Opazo           | UDI     | 21 870 | 28,48 % |
| 16[d] | Gabriel Silber Romo                 | PDC     | 64 696 | 38,60 % |
| 16[d] | Patricio Melero Abaroa              | UDI     | 39 449 | 23,54 % |
| 17[d] | Karla Rubilar Barahona              | RN      | 35 402 | 27,33 % |
| 17[d] | Daniel Farcas Guendelman            | PPD     | 32 467 | 25,06 % |
| 18[d] | Cristina Girardi Lavín              | PPD     | 61 874 | 45,50 % |
| 18[d] | Nicolás Monckeberg Díaz             | RN      | 39 100 | 28,75 % |
| 19[d] | Karol Cariola Oliva                 | PCCh    | 35 706 | 38,40 % |
| 19[d] | Claudia Nogueira Fernández          | UDI     | 23 391 | 25,16 % |
| 20[d] | Pepe Auth Stewart                   | PPD     | 82 856 | 33,77 % |
| 20[d] | Joaquín Lavín León                  | UDI     | 58 180 | 23,71 % |
| 21[d] | Maya Fernández Allende              | PS      | 58 186 | 31,30 % |
| 21[d] | Marcela Sabat Fernández             | RN      | 53 135 | 28,58 % |
| 22[d] | Giorgio Jackson Drago               | Ind     | 55 259 | 48,17 % |
| 22[d] | Felipe Kast Sommerhoff              | Ind-RN  | 22 431 | 19,55 % |
| 23[d] | Cristian Monckeberg Bruner          | RN      | 77 952 | 34,63 % |
| 23[d] | Ernesto Silva Méndez                | UDI     | 76 522 | 34,00 % |
| 24[d] | Jaime Pilowsky Greene               | PDC     | 27 072 | 20,71 % |
| 24[d] | José Antonio Kast Rist              | UDI     | 24 471 | 18,72 % |
| 25[d] | Ramón Farías Ponce                  | PPD     | 40 278 | 30,61 % |
| 25[d] | Claudio Arriagada Macaya            | PDC     | 36 410 | 27,67 % |
| 26[d] | Camila Vallejo Dowling              | PCCh    | 62 751 | 43,71 % |
| 26[d] | Gustavo Hasbún Selume               | UDI     | 34 819 | 24,26 % |
| 27[d] | Tucapel Jiménez Fuentes             | PPD     | 45 523 | 33,51 % |
| 27[d] | Daniel Melo Contreras               | PS      | 34 201 | 25,18 % |
| 28[d] | Guillermo Teillier del Valle        | PCCh    | 53 374 | 41,03 % |
| 28[d] | Pedro Browne Urrejola               | RN      | 21 978 | 16,90 % |
| 29[d] | Osvaldo Andrade Lara                | PS      | 61 191 | 31,01 % |
| 29[d] | Leopoldo Pérez Lahsen               | RN      | 46 500 | 23,57 % |
| 30[d] | Leonardo Soto Ferrada               | PS      | 36 618 | 25,11 % |
| 30[d] | Jaime Bellolio Avaria               | UDI     | 32 223 | 22,10 % |
| 31[d] | Denise Pascal Allende               | PS      | 66 747 | 42,97 % |
| 31[d] | Juan Antonio Coloma Álamos          | UDI     | 31 393 | 20,21 % |
| 32[d] | Juan Luis Castro González           | PS      | 35 158 | 41,13 % |
| 32[d] | Issa Kort Garriga                   | UDI     | 18 812 | 22,01 % |
| 33[d] | Ricardo Rincón González             | PDC     | 48 114 | 45,17 % |
| 33[d] | Felipe Letelier Norambuena          | PPD     | 14 809 | 13,90 % |
| 34[d] | Alejandra Sepúlveda Orbenes         | Ind     | 35 012 | 42,16 % |
| 34[d] | Javier Macaya Danús                 | UDI     | 21 979 | 26,47 % |
| 35[d] | Ramón Barros Montero                | UDI     | 20 723 | 32,17 % |
| 35[d] | Sergio Espejo Yaksic                | PDC     | 16 869 | 26,19 % |
| 36[d] | Roberto León Ramírez                | PDC     | 48 374 | 42,90 % |
| 36[d] | Celso Morales Espinosa              | UDI     | 30 117 | 26,71 % |
| 37[d] | Sergio Aguiló Melo                  | IC      | 22 611 | 26,78 % |
| 37[d] | Germán Verdugo Soto                 | RN      | 22 037 | 26,10 % |
| 38[d] | Pablo Lorenzini Basso               | PDC     | 28 849 | 40,57 % |
| 38[d] | Pedro Álvarez-Salamanca Ramírez     | UDI     | 17 716 | 24,91 % |
| 39[d] | Jorge Tarud Daccarett               | PPD     | 29 601 | 38,53 % |
| 39[d] | Romilio Gutiérrez Pino              | UDI     | 23 526 | 30,62 % |
| 40[d] | Guillermo Ceroni Fuentes            | PPD     | 19 509 | 29,44 % |
| 40[d] | Ignacio Urrutia Bonilla             | UDI     | 14 773 | 22,29 % |
| 41[d] | Carlos Abel Jarpa Wevar             | PRSD    | 37 882 | 32,85 % |
| 41[d] | Rosauro Martínez Labbé              | RN      | 36 014 | 31,23 % |
| 42[d] | Jorge Sabag Villalobos              | PDC     | 45 044 | 45,87 % |
| 42[d] | Loreto Carvajal Ambiado             | PPD     | 18 744 | 19,09 % |
| 43[d] | Cristián Campos Jara                | PPD     | 29 771 | 30,92 % |
| 43[d] | Jorge Ulloa Aguillón                | UDI     | 25 651 | 26,64 % |
| 44[d] | José Miguel Ortiz Novoa             | PDC     | 59 861 | 36,98 % |
| 44[d] | Enrique van Rysselberghe Herrera    | UDI     | 40 721 | 25,16 % |
| 45[d] | Clemira Pacheco Rivas               | PS      | 42 711 | 41,59 % |
| 45[d] | Marcelo Chávez Velásquez            | PDC     | 17 131 | 16,68 % |
| 46[d] | Manuel Monsalve Benavides           | PS      | 33 688 | 38,24 % |
| 46[d] | Iván Norambuena Farías              | UDI     | 30 806 | 34,97 % |
| 47[d] | José Pérez Arriagada                | PRSD    | 53 539 | 43,41 % |
| 47[d] | Roberto Poblete Zapata              | Ind-PS  | 15 826 | 12,83 % |
| 48[d] | Mario Venegas Cárdenas              | PDC     | 22 641 | 36,43 % |
| 48[d] | Jorge Rathgeb Schifferli            | RN      | 16 449 | 26,47 % |
| 49[d] | Fuad Chahín Valenzuela              | PDC     | 26 584 | 43,65 % |
| 49[d] | Diego Paulsen Kehr                  | RN      | 16 017 | 26,30 % |
| 50[d] | René Saffirio Espinoza              | PDC     | 44 111 | 36,83 % |
| 50[d] | Germán Becker Alvear                | RN      | 40 011 | 33,41 % |
| 51[d] | Joaquín Tuma Zedan                  | PPD     | 22 191 | 36,61 % |
| 51[d] | José Manuel Edwards Silva           | RN      | 19 445 | 32,08 % |
| 52[d] | Fernando Meza Moncada               | PRSD    | 19 375 | 31,98 % |
| 52[d] | René Manuel García García           | RN      | 14 372 | 23,73 % |
| 53[d] | Iván Flores García                  | PDC     | 29 366 | 36,24 % |
| 53[d] | Bernardo Berger Fett                | RN      | 20 836 | 25,71 % |
| 54[d] | Enrique Jaramillo Becker            | PPD     | 34 438 | 49,88 % |
| 54[d] | Gonzalo Fuenzalida Figueroa         | RN      | 13 650 | 19,71 % |
| 55[d] | Sergio Ojeda Uribe                  | PDC     | 24 071 | 34,20 % |
| 55[d] | Javier Hernández Hernández          | UDI     | 19 280 | 27,40 % |
| 56[d] | Fidel Espinoza Sandoval             | PS      | 38 554 | 55,16 % |
| 56[d] | Felipe de Mussy Hiriart             | UDI     | 15 961 | 22,84 % |
| 57[d] | Patricio Vallespin López            | PDC     | 37 964 | 45,32 % |
| 57[d] | Marisol Turres Figueroa             | UDI     | 19 292 | 23,03 % |
| 58[d] | Jenny Álvarez Vera                  | PS      | 23 895 | 38,09 % |
| 58[d] | Alejandro Santana Tirachini         | RN      | 20 526 | 32,72 % |
| 59[d] | Iván Fuentes Castillo               | Ind-PDC | 9128   | 25,36 % |
| 59[d] | David Sandoval Plaza                | UDI     | 8595   | 23,88 % |
| 60[d] | Gabriel Boric Font                  | Ind     | 15 417 | 26,18 % |
| 60[d] | Juan Morano Cornejo                 | PDC     | 10 760 | 18,27 % |

## Elección delSenado

### Resultados
Según el orden en la papeleta electoral:
| Pacto o partido                                      | Pacto o partido               | Sigla                       | Votos?    | %?      | Sen.?   | %?      | ± %?        | ± S.?       |
| ---------------------------------------------------- | ----------------------------- | --------------------------- | --------- | ------- | ------- | ------- | ----------- | ----------- |
| C                                                    | Nueva Mayoría                 |                             | 2 282 754 | 50,63 % | 12      | 60,00 % | −5,10 %     | +1          |
|                                                      | Partido Demócrata Cristiano   | PDC                         | 744 261   | 16,51 % | 2       | 10,00 % | −13,21 %    | −3          |
| Partido por la Democracia                            | PPD                           | 556 131                     | 12,33 %   | 3       | 15,00 % | 1,59 %  | +2          |             |
| Partido Socialista                                   | PS                            | 728 455                     | 16,16 %   | 4       | 20,00 % | 4,09 %  | Sin cambios |             |
| Partido Comunista                                    | PCCh                          | 6423                        | 0,14 %    | 0       | 0,00 %  | −2,05 % | Sin cambios |             |
| Movimiento Amplio Social                             | MAS                           | 156 372                     | 3,47 %    | 1       | 5,00 %  |         |             |             |
| Independientes Lista C                               | ILC                           | 91 112                      | 2,02 %    | 2       | 10,00 % | 1,22 %  | +2          |             |
| F                                                    | Partido Humanista             | PH                          | 156 336   | 3,47 %  | 0       | 0,00 %  | 2,00 %      | Sin cambios |
| H                                                    | Nueva Constitución para Chile |                             | 175 915   | 3,90 %  | 0       | 0,00 %  |             |             |
|                                                      | Partido Ecologista Verde      | ECOV                        | 9895      | 0,22 %  | 0       | 0,00 %  |             |             |
| Partido Igualdad                                     | IGUAL                         | 70 692                      | 1,57 %    | 0       | 0,00 %  |         |             |             |
| Independientes Lista H                               | ILH                           | 95 328                      | 2,11 %    | 0       | 0,00 %  |         |             |             |
| I                                                    | Si tú quieres, Chile cambia   |                             | 109 702   | 2,43 %  | 0       | 0,00 %  |             |             |
|                                                      | Independientes Lista I        | ILI                         | 109 702   | 2,43 %  | 0       | 0,00 %  |             |             |
| J                                                    | Alianza                       |                             | 1 715 701 | 38,05 % | 7       | 35,00 % | 0,80 %      | −1          |
|                                                      | Renovación Nacional           | RN                          | 733 726   | 16,27 % | 2       | 10,00 % | 5,47 %      | −1          |
| Unión Demócrata Independiente                        | UDI                           | 662 447                     | 14,69 %   | 5       | 25,00 % | −6,87 % | Sin cambios |             |
| Independientes Lista J                               | ILJ                           | 319 528                     | 7,09 %    | 0       | 0,00 %  | 2,20 %  | Sin cambios |             |
|                                                      | Independientes fuera de pacto | IND                         | 68 706    | 1,52 %  | 1       | 5,00 %  | 1,14 %      | Sin cambios |
| Total de votos válidos                               | Total de votos válidos        | Total de votos válidos      | 4 509 114 | 92,93 % |         |         |             |             |
| Votos nulos                                          | Votos nulos                   | Votos nulos                 | 166 402   | 3,43 %  |         |         |             |             |
| Votos en blanco                                      | Votos en blanco               | Votos en blanco             | 176 649   | 3,64 %  |         |         |             |             |
| Total de sufragios emitidos                          | Total de sufragios emitidos   | Total de sufragios emitidos | 4 852 165 | 100 %   |         |         |             |             |
| Resultados al 100 % de las mesas escrutadas (TRICEL) |                               |                             |           |         |         |         |             |             |

### Listado de senadores 2014-2022
En cursiva aquellos senadores electos en las elecciones parlamentarias de 2009 por el período 2010-2018.
     Doblaje de la Nueva Mayoría.
| Circ.    | Senador                              | Partido  | Votos   | %?      |
| -------- | ------------------------------------ | -------- | ------- | ------- |
| I[c]     | Fulvio Rossi Ciocca                  | PS       |         |         |
| I[c]     | Jaime Orpis Bouchón                  | UDI      |         |         |
| II[c]    | Pedro Araya Guerrero                 | Ind-PDC  | 29 201  | 17,49 % |
| II[c]    | Alejandro Guillier Álvarez           | Ind-PRSD | 61 911  | 37,08 % |
| III[c]   | Isabel Allende Bussi                 | PS       |         |         |
| III[c]   | Baldo Prokurica Prokurica            | RN       |         |         |
| IV[c]    | Jorge Pizarro Soto                   | PDC      | 78 713  | 32,75 % |
| IV[c]    | Adriana Muñoz D'Albora               | PPD      | 73 562  | 30,61 % |
| V[c]     | Ignacio Walker Prieto                | PDC      |         |         |
| V[c]     | Lily Pérez San Martín                | Ind.     |         |         |
| VI[c]    | Ricardo Lagos Weber                  | PPD      |         |         |
| VI[c]    | Francisco Chahuán Chahuán            | RN       |         |         |
| VII[c]   | Guido Girardi Lavín                  | PPD      | 360 949 | 30,31 % |
| VII[c]   | Andrés Allamand Zavala               | RN       | 240 483 | 20,19 % |
| VIII[c]  | Carlos Montes Cisternas              | PS       | 279 196 | 21,57 % |
| VIII[c]  | Manuel José Ossandón Irarrázabal     | RN       | 317 311 | 24,51 % |
| IX[c]    | Juan Pablo Letelier Morel            | PS       | 156 230 | 46,03 % |
| IX[c]    | Alejandro García-Huidobro Sanfuentes | UDI      | 69 061  | 20,35 % |
| X[c]     | Andrés Zaldívar Larraín              | PDC      |         |         |
| X[c]     | Juan Antonio Coloma Correa           | UDI      |         |         |
| XI[c]    | Ximena Rincón González               | PDC      |         |         |
| XI[c]    | Hernán Larraín Fernández             | UDI      |         |         |
| XII[c]   | Alejandro Navarro Brain              | MAS      | 156 372 | 33,92 % |
| XII[c]   | Jacqueline van Rysselberghe Herrera  | UDI      | 128 451 | 27,87 % |
| XIII[c]  | Felipe Harboe Bascuñán               | PPD      | 121 620 | 37,80 % |
| XIII[c]  | Víctor Pérez Varela                  | UDI      | 79 298  | 24,65 % |
| XIV[c]   | Jaime Quintana Leal                  | PPD      |         |         |
| XIV[c]   | Alberto Espina Otero                 | RN       |         |         |
| XV[c]    | Eugenio Tuma Zedan                   | PPD      |         |         |
| XV[c]    | José García Ruminot                  | RN       |         |         |
| XVI[c]   | Alfonso de Urresti Longton           | PS       | 70 179  | 46,86 % |
| XVI[c]   | Ena von Baer Jahn                    | UDI      | 34 192  | 22,83 % |
| XVII[c]  | Rabindranath Quinteros Lara          | PS       | 135 372 | 47,50 % |
| XVII[c]  | Iván Moreira Barros                  | UDI      | 54 459  | 19,11 % |
| XVIII[c] | Patricio Walker Prieto               | PDC      |         |         |
| XVIII[c] | Antonio Horvath Kiss                 | Ind      |         |         |
| XIX[c]   | Carolina Goic Boroevic               | PDC      | 22 714  | 38,19 % |
| XIX[c]   | Carlos Bianchi Chelech               | Ind      | 16 330  | 27,46 % |